# حركة بريتني الحرة

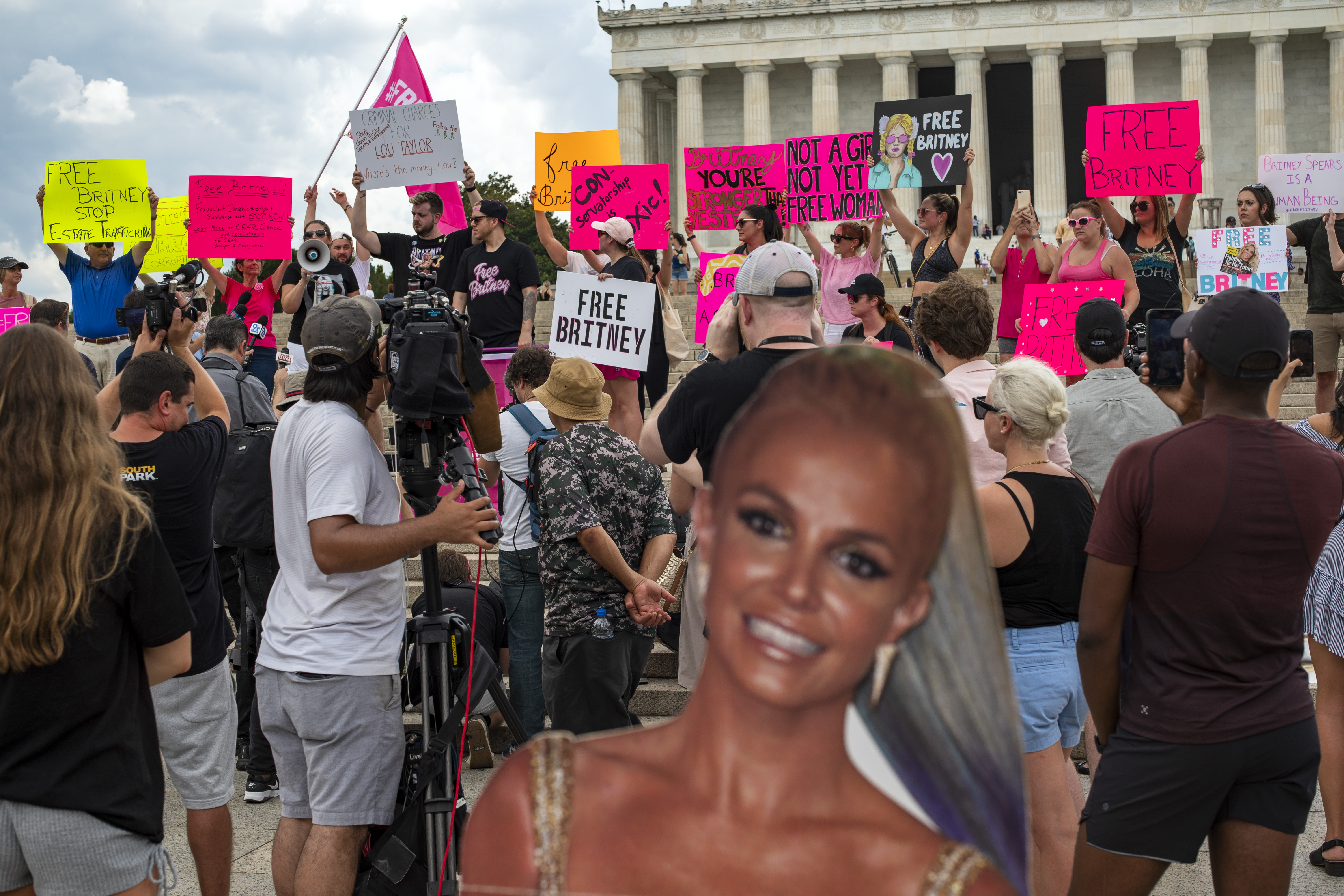
صورة لحشد من أنصار بريتني سبيرز يرفعون لافتات لوسائل الإعلام أمام نصب لنكولن التذكاري

هي حركة اجتماعية لمنح المغنية الأمريكية بريتني سبيرز استقلالية عن الوصاية، والتي بدأت في عام 2008 أصبحت الحركة شائعة في عام 2019، بعد ظهور مزاعم تتعلق بوقت سبيرز في منشأة للأمراض النفسية في وقت مبكر من العام.
  تم إنهاء الوصاية في 12 نوفمبر 2021.

## الخلفية
في عام ٢٠٠٨، وُضعت المغنية الأمريكية بريتني سبيرز إجباري في حجز نفسي لمدة ثلاثة أيام مرتين منفصلتين.  
في ذلك الوقت، كانت تعاني من صراعات في حياتها الشخصية، بما في ذلك طلاقها من كيفن فيدرلاين، وحلق رأسها، ومهاجمة المصورين، وفقدان حضانة ولديها مع فدريلين.  بعد الاعتقال الثاني، قدم والد سبيرز، جيمس «جيمي» سبيرز، التماسًا لإنشاء وصاية مؤقتة على سبيرز، والتي أصبحت دائمة في نفس العام.  عملت جيمي كمحافظ للشؤون الشخصية لسبيرز وكذلك مساعدًا في الحفاظ على شؤونها المالية جنبًا إلى جنب مع أندرو وولت، الذي شغل هذا المنصب ابتداءً من عام ٢٠٠٩.
تحت الوصاية، أصدرت سبيرز أربعة ألبومات استوديو، مع اثنين - سيرك (٢٠٠٨) وفيم فاتالي (٢٠١١) - تعلما الشهادة البلاتينية.  
كانت أيضًا محكمًا في الموسم الثاني من سلسلة مسابقة الواقع The X Factor في عام ٢٠١٢.
من عام ٢٠١٣إلى عام ٢٠١٧، قدمت سبيرز عرضًا في إقامة حفلات موسيقية، تسمى بريتني: بيس أوف مي، في لاس فيغاس.  الإقامة فيها أكثر من ١٣٧ مليون دولار.
في عام 2018، أصبحت أخت سبيرز، جيمي لين سبيرز، وصية على ممتلكاتها.  عانى والد بريتني جيمي من تمزق القولون في نفس العام.
بينما كان من المقرر أصلاً أن تبدأ سبيرز إقامتها الثانية في لاس فيغاس في عام ٢٠١٩، أعلنت المغنية عن توقف شمل إلغاء إقامتها في يناير ٢٠١٩ بسبب مشاكل والدها الصحية.
في مارس 2019، استقال وولت من منصبه كحارس مساعد بعد أحد عشر عامًا. بسبب الإجهاد الناتج عن آلام والدها، ذهبت سبيرز إلى مصحة نفسية في نفس الشهر.

## البداية والنتيجة
في أبريل ٢٠١٩، أصدر بودكاست محوره سبيرز بعنوان Britney's Gram بريدًا صوتيًا من مصدر مجهول يدعي أنه عضو سابق في فريق Spears القانوني
زعم المصدر أن الإقامة الثانية المخططة قد ألغتها جيمي بسبب رفض سبيرز تناول أدويتها، وأن سبيرز محتجزة قسراً في المنشأة منذ يناير بعد انتهاكها لقاعدة تمنعها من القيادة، وأن الوصاية كان من المفترض أصلاً.  تنتهي في عام ٢٠٠٩.
بعد حلقة البودكاست، بدأت حركة لوقف الوصاية، أطلق عليها اسم #الحرية لـ بريتني  نظم المشجعون احتجاجًا أمام ويست هوليود سيتي هول ودعوا إلى إطلاق سراح سبيرز من مصحة الأمراض النفسية في ٢٢ أبريل.  
طمأنت سبيرز معجبيها على سلامتها بعد أيام وغادرت المنشأة في وقت لاحق من الشهر.  في مايو، أمرت بريندا جيه بيني، القاضي الذي ترأس القضية، بإجراء «تقييم خبير» للترتيب أثناء جلسة الاستماع.  في سبتمبر، مُنح فيدريلاين أمرًا تقييديًا ضد جيمي بعد نزاع جسدي مزعوم بين جيمي وأحد أبنائه وسبيرز.  استبدلت جودي مونتغومري، مديرة الرعاية في سبيرز، جيمي كوصي لها على أساس مؤقت في نفس الشهر.
في ١٧ أغسطس ٢٠٢٠، أبلغ صامويل إنجهام، محامي سبيرز المعين من قبل المحكمة، رغبة سبيرز في تغيير الوصاية لتعكس رغباتها وأسلوب حياتها للمحكمة، والتي تضمنت تنصيب مونتغمري بشكل دائم كوصي لها واستبدال جيمي بوكيل ائتماني باعتباره شؤونها التجارية.  "حارس.
  مددت بيني الترتيب الجاري حتى فبراير ٢٠٢١ في وقت لاحق من ذلك الشهر.  في نوفمبر ٢٠٢٠، وافق بيني على مكتب العائلة Bessemer Trust للإشراف على ملكية سبيرز جنبًا إلى جنب مع جيمي.  
فيلم وثائقي أرّخ وصاية سبيرز كجزء من حياتها المهنية، بعنوان Framing Britney Spears ، تم عرضه لأول مرة في فبراير ٢٠٢١.
بعد مشاهدة أجزاء من الفيلم الوثائقي، قالت سبيرز إنها «بكت لمدة أسبوعين» وإن تصويرها قد أهانها.
نشرت صحيفة نيويورك تايمز مقالاً في يونيو ٢٠٢١ جاء فيه أن المغنية سعت بشكل خاص إلى إنهاء الوصاية لسنوات.
تحدث سبيرز أمام المحكمة في 23 يونيو ٢٠٢١، متحدثًا عن التعرض لصدمة ووصف الوصاية بأنها «مسيئة».
كما أعربت عن رغبتها في اختيار تمثيلها القانوني وكذلك الزواج وإنجاب طفل بينما طلبت بيني إنهاء الوصاية دون تقييم.
في وقت لاحق من ذلك الشهر، انسحبت Bessemer Trust ، التي لم تتخذ قرارات بصفتها الحارس المساعد لعقار سبيرز، من الدور بسبب اعتراضها على الوصاية.  استقال كل من لاري رودولف وإنجهام، اللذان أدارا سبيرز على التوالي لمدة 25 عامًا ومثلاها منذ بداية الوصاية، في يوليو.  خلال جلسة استماع في وقت لاحق من الشهر، مُنحت سبيرز الحق في اختيار محاميها.  وافق بيني على استبدال إنجهام بماثيو روزينجارت، الذي ذكر أنه سيعمل على إنهاء الوصاية.
بعد عدم التعليق علنًا على الوصاية لسنوات، استخدم سبيرز هاشتاغ #الحرية لـ بريتني لتعليق منشور على انستغرام في نفس اليوم.
في وقت لاحق من الشهر، قدم Rosengart التماسًا لإزالة جيمي من منصب محافظ ملكية سبيرز.  في أغسطس ٢٠٢١، وافق جيمي على التنحي بصفته حارسًا لممتلكات سبيرز في وقت غير محدد، لكنه أكد أنه «لا ينبغي تعليقه أو إزالته».
قدم جيمي لإنهاء الوصاية في سبتمبر 2021.   فيلم وثائقي من نتفلكس حول الترتيب والنزاع بين سبيرز وجيمي، بعنوان بريتني ضد سبيرز، تم عرضه لأول مرة في ٢٨ سبتمبر.  
في اليوم التالي، علق بيني جيمي من منصبه وعين المحاسب جون زابيل، الذي اختاره فريق سبيرز القانوني، للإشراف على ممتلكات سبيرز، في وقت لاحق شكرت سبيرز المعجبين على دورهم «الفعال» في تعليق والدها.  أوقف بيني الوصاية «فورًا» في 12 نوفمبر 2021.

## رد عام
من ٢٠١٩ إلى ٢٠٢٠، حصلت حركة #الحرية لـ بريتني على دعم العديد من المشاهير، بما في ذلك المطربين شير ومايلي سايروس والشخصية الإعلامية باريس هيلتون.
  بعد خطاب سبيرز أمام المحكمة في يونيو ٢٠٢١، أيد عدد أكبر من الشخصيات العامة، بما في ذلك المطربين ماريا كاري وبراندي نوروود والممثلة روز ماكجوان، دعوتها علنًا لإنهاء الوصاية.  كما أعرب صديق سبيرز السابق جاستن تيمبرليك ومغنية البوب كريستينا أغيليرا عن دعمهما.
  كتبت مغنية الراب إيجي أزاليا، التي تعاونت مع سبيرز في عام ٢٠١٥، أنها «شهدت شخصيًا نفس السلوك» من جيمي الذي قالت سبيرز إنها تلقته.
في يوليو / تموز ٢٠٢٠، قال برايان سبيرز، شقيق سبيرز، إن الوصاية كانت مفيدة لعائلتهم.  في الشهر التالي، وصف جيمي الحركة بأنها «مزحة» ومنسقيها بـ «منظري المؤامرة».
  صرحت جيمي لين في يونيو ٢٠١٢ أنه على الرغم من أنها «لم تدعم سبيرز بعلامة تصنيف على منصة عامة»، فقد وقفت وراء سبيرز بشكل خاص وكانت «فخورة جدًا» بأن سبيرز قد طالبت بإنهاء الوصاية.
في يوليو 2021، دعا نواب الولايات المتحدة مات جايتز، ومارجوري تايلور جرين، وبورجيس أوينز، وآندي بيغز سبيرز للإدلاء بشهادتها أمام الكونجرس الأمريكي.  نقلاً عن قضية سبيرز، دعا السناتور الأمريكي إليزابيث وارين وبوب كيسي جونيور وزارة الصحة والخدمات الإنسانية الأمريكية ووزارة العدل إلى تزويدهما ببيانات عن المحافظات حتى يتمكنوا من تقديم توصيات متعلقة بالسياسة للنظام.
بعد التعهد بمساعدة سبيرز في إنهاء الوصاية إذا طلبت ذلك، تقدمت المنظمة غير الربحية «اتحاد الحريات المدنية الأمريكية» بدعوة من أصدقاء المحكمة لدعم مناشدة سبيرز لاختيار ممثلها القانوني.
قدم النائبان نانسي ميس وتشارلي كريست مشروع قانون لحماية المحافظين من الترتيبات التعسفية والاستغلالية ردًا على الحركة وأعرب حاكم ولاية كولورادو جاريد بوليس عن دعمه لسبيرز وللحركة في نفس الشهر.
في ٣٠ سبتمبر، وقع حاكم ولاية كاليفورنيا جافين نيوسوم مشروع قانون أطلق عليه #الحرية لـ بريتني ليصبح قانونًا.  
سيعمل مشروع القانون على إصلاح المحافظات من خلال سد الثغرات وتحسين الشفافية في عملية الحفظ.